# Ruderhofspitze
Ruderhofspitze – szczyt w Stubaier Alpen. Leży w zachodniej Austrii, w Tyrolu. Na szczyt można dość z dwóch schronisk: Franz-Senn-Hütte (2147 m) od północnej strony i Neue Regensburger Hütte (2286 m) od strony wschodniej. Można też wejść od strony południowej, gdzie nie ma lodowców ani schronisk, trzeba więc zaczynać wprost z doliny położonej 1750 m poniżej szczytu.